# 슈에이샤
주식회사 슈에이샤(일본어: 株式会社集英社 가부시키가이샤슈에이샤[*], 집영사)는 일본의 출판사이다. 회사명의 의미는 '영지(英知)가 모이다'라는 뜻이다.
쇼가쿠칸과 함께 히토쓰바시 그룹 계열에 속하며, 1925년 쇼가쿠칸의 오락 · 잡지 출판부문 상호로 시작하여 이듬해 독립 분사하였다. 1973년에는 이 회사에서 소녀잡지 및 만화를 주 종목으로 다루는 하쿠센샤(白泉社)가 분리 설립되었다.
소년 점프(少年ジャンプ) 계열로 대표되는 만화·잡지로 수많은 히트작을 낸 이외에, 리본(りぼん)이나 마가렛(マーガレット)같은 소녀만화지, 논노(non-no)나 묘조(明星) 같은 패션/연예계 잡지, 심지어는 플레이보이(Playboy)의 일본 국내 발간도 하고 있다. (1966년부터 '주간 플레이보이'라는 남성향 잡지를 내고 있었으나 이것은 미국의 플레이보이와는 관계 없다. 1975년부터 내기 시작한 '월간 플레이보이'가 미국 플레이보이의 일본판이다.)

## 연혁
- 1925년 - 쇼가쿠칸의 오락잡지 출판부문 상호로 시작, 슈에이샤로 독립 분사.
- 1926년 - 쇼가쿠칸에서 분리 독립해 슈에이샤로서 사업 시작.
- 1947년 - 개편으로 인해 합작 회사로 변경.
- 1949년 - 개편으로 인해 주식 회사로 변경.
- 1976년 - 창업 50주년 맞이.
- 1990년 - 본사의 1차 이전
- 2005년 - 본사의 2차 이전.
- 2008년 - 쇼가쿠칸프로덕션에 출자 및 콘텐츠 기업을 쇼가쿠칸슈에이샤프로덕션으로 병합.
- 2008년 - 아넥스빌딩 준공.

## 콘텐츠 제휴 잡지

### 만화 잡지

#### 소녀 잡지 · 여성 잡지
- 리본(1955년 8월 창간)
- 주간 마가렛 -> 마가렛(1963년 5월 창간)
- 별책 마가렛(1965년 9월 창간)
- YOU(1980년 12월 창간)
- 더 마가렛(1982년 2월 창간)
- office YOU(1985년 3월 창간, 슈에이샤크리에이티브 발행)
- Cookie(2000년 5월 창간)
- BLink(2011년 3월 창간, 호무샤 발행)
- Cocohana(2011년 11월 창간)

#### 소년 잡지
- 주간 소년 점프(1968년 7월 창간)
- V 점프(1993년 5월 창간)
- 점프 스퀘어(2007년 11월 창간)
- 슈퍼 대쉬 앤 고!(2011년 10월 창간)
- 최강 점프(2011년 12월 창간)

#### 청년 잡지
- 주간 영 점프(1979년 5월 창간)
- 울트라 점프(1999년 10월 창간
- 코믹 도쿠모리(2001년 4월 창간, 호무샤 발행)
- 비즈니스 점프(1985년 창간) + 슈퍼 점프(1988년 창간) -> 그랜드 점프(2011년 11월 창간)
- 점프 카이(2012년 4월 창간)

### 문예 잡지
- 청춘과 독서(1966년 9월 창간)
- 스바루(1970년 6월 창간)
- Cobalt (1982년 7월 창간)
- 소설 스바루(1987년 11월 창간)

### 정보 잡지
2009년 3월 현재 19권 발간 중

#### 남성지・예능지
- Myojo (1952년 10월 창간)
- 주간 플레이보이(1966년 10월 창간)
- MEN'S NON-NO (1986년 5월 창간)
- Duet (1986년 11월 창간, 호무샤 발행)
- Sportiva (2002년 3월 창간)
- UOMO (2005년 2월 창간)

#### 여성지
- seventeen (1968년 5월 창간)
- non-no (1971년 5월 창간)
- MORE (1977년 5월 창간)
- LEE (1983년 5월 창간)
- SPUR (1989년 9월 창간)
- non-no MORE Wedding (1997년 10월 창간)
- BAILA (2001년 5월 창간)
- MAQUIA (2004년 9월 창간)
- marisol (마리솔, 2007년 3월 창간)
- éclat (에클라, 2007년 9월 창간)

### 이전에 발행했던 주요 잡지

#### 만화잡지
- 오모시로 북(1949년 창간 《소년 북》으로 개칭）
- 소녀 북(1951年 창간)
- 유년 북(1953年 창간, 《히노마루》로 개칭)
- 히노마루(1957년 창간)
- 소년 북(1959년 창간)
- 월간 세븐틴(1973년 창간)
- 영 유(1986년 창간)
- 월간 소년 점프(1974년 창간)
- HOBBY's JUMP(1983년 창간)
- 부~케(1978년 창간)
- 리본 오리지널→RIBON오리지널(1981년 창간)
- 후레쉬 점프(1982년 창간)
- 베어즈 클럽(1988년 창간)
- 월간 티아라(1988년 창간)
- MANGA올맨(1995년 창간)
- COMIC Crimson(1998년 창간, 소미샤 발행)
- 디럭스 마가렛(1967년 창간)
- JC.COM(2008년 창간)
- 코러스(1994년 5월 창간)
- 비즈니스 점프(1985년 5월 창간, 슈퍼 점프와 합병하여 《그랜드 점프》로 새로 창간)
- 슈퍼 점프(1988년 10월 창간)

#### 문예 잡지
- 소설 주니어 (1966년 4월 창간)

#### 정보 잡지
- 주간 명성(1958년 창간)
- 여성 명성(1962년 창간)
- 주간 홈（1969년 창간, 호무샤 발행)
- 로드쇼(1972년 창간)
- 월간 플레이보이(1975년 창간)
- COSMOPOLITAN 일본판(1980년 창간)
- 썸업(1984년 창간)
- DUNK(1984년 창간)
- BART(1991년 창간)
- 메이플(1998년 창간)
- PINKY(2004년 8월 창간)

## 만화단행본
슈에이샤의 만화 레이블을 참조.

## 문고
- 슈에이샤 문고
- 슈퍼 대쉬 문고
- 코발트 문고
  - 코발트 문고 핑키
- be문고
- 핑키 문고
- 쉬퐁 문고

## 인터넷

### 웹코믹
- 점프 디지털 만화
- 울트라 점프 에그

### 인터넷 라디오
- S-라지
- VOMIC

### WEB 문예
- 슈에이샤WEB문예RENZABURO

### 휴대전화용 전자 서점
- the도쿠쇼plus(theどくしょplus)
- 슈에이샤덴지요미(集英社デジよみ)